# 有吉平吉
有吉 平吉（ありよし へいきち、1855年（安政2年9月） - 1904年（明治37年）4月5日）は、日本の政治家、衆議院議員（2期）。

## 経歴
肥後国熊本(のち熊本県熊本区、現・熊本市)生まれ。熊本藩黌で学ぶ。熊本藩家老職となる。
1892年の第2回衆議院議員総選挙において熊本1区から中央交渉会で立候補して当選した。1894年3月の第3回衆議院議員総選挙では国民協会から立候補して再選した。衆議院議員を2期務め、同年9月の第4回衆議院議員総選挙は不出馬。1904年に死去した。